# ランゲルハンス島航海記
『ランゲルハンス島航海記』（ランゲルハンスとうこうかいき）は、ノイロニムス・ノドゥルス・フリーゼル (Neuronimus Nodulus Friesel) という架空の人物が著した航海記という体裁の小説である。原題は Paralekikon, welches ist Abriss & Versuch einer umstaendlichen Historie von der Anlage & Umwelt der Langerhans'schen Insulae（パラレキコン――ランゲルハンス島の配置と環境についての概要と包括的な歴史の試み）。「Paralekikon」は錯読症の意である。

## 概要
ドイツ軍艦ゼントー号による数多くの群島からなるランゲルハンス島を調査した地誌である。しかしランゲルハンス島は膵臓の内部に存在する細胞の名前であり、ゼンドー号に同行して本書を著した探検家フリーゼルも実在の人物ではない。

## 内容
ゼンドー号の乗組員の名簿から始まり、群島全体、群島の中心であるターベ、その他の島々の地理、歴史、特産品などを解説している。しかし、その内容は全編パロディである。地名、人名に医学用語が用いられていたり、実在の政治家の名前がもじられて使用されている。そのために由来がわからないこともある。

## 日本語版
- 1992年に博品社より刊行（内藤道雄・奥田敏広共訳） ISBN 4-938706-02-4